# SC-02H
ドコモ スマートフォン Galaxy S7 edge SC-02H（ドコモ スマートフォン ギャラクシー エスセブン エッジ エスシーゼロニエイチ）は、韓国のサムスン電子によって日本国内向けに開発された、NTTドコモの第4世代移動通信システム（PREMIUM 4G）・第3.9世代移動通信システム（Xi）・第3世代移動通信システム（FOMA）対応端末である。ドコモ スマートフォン（第2期）のひとつ。

## 概要
SC-04Gの後継機種で、NTTドコモのスマートフォンとしては最大級のバッテリー容量を搭載している。
先代機種と比べて画面サイズが大幅にアップしており、画面オフ時にも黒背景に時計やカレンダーを表示する「Always On Display」を新たに搭載している。
また、ゲーム特化型ランチャー「Game Launcher」を搭載しており、パフォーマンス制限機能、各種通知の制限機能、バックボタンの一時無効化などを設定できるようになっている。プレイ動画の録画機能も搭載されている。
カメラ面では一眼レフ相当の技術を搭載。デュアルピクセル技術により高速オートフォーカスを実現している。
キャッチコピーは「5.5インチ スリムフィット防水Galaxy。」。
本機種はおサイフケータイ対応であるが、発売当初はJ-Mups導入加盟店で使用されているリーダライタで反応せず、決済ができないトラブルが発生した。

## 主な機能
| 主な対応サービス                                                             | 主な対応サービス                                      | 主な対応サービス                     | 主な対応サービス                                                  |
| ---------------------------------------------------------------------------- | ----------------------------------------------------- | ------------------------------------ | ----------------------------------------------------------------- |
| タッチパネル/加速度センサー                                                  | PREMIUM 4G/Xi/FOMAハイスピード/VoLTE(HD+対応)         | Bluetooth                            | dカード/おサイフケータイ/NFC/かざしてリンク/赤外線/トルカ         |
| ワンセグ/フルセグ                                                            | メロディコール                                        | テザリング                           | WiFi IEEE802.11a/b/g/n/ac                                         |
| GPS                                                                          | ドコモメール/電話帳バックアップ                       | デコメール/デコメ絵文字/デコメアニメ | iチャネル                                                         |
| エリアメール/ソフトウェアーアップデート自動更新/生体認証 (指紋／虹彩)/スグ電 | デジタルオーディオプレーヤー(WMA・MP3他)/ハイレゾ音源 | GSM/3Gローミング(WORLD WING)         | フルブラウザ/Flash Player                                         |
| Google Play/dメニュー/dマーケット                                            | Gmail/Google Talk/YouTube/Picasa                      | バーコードリーダ/名刺リーダ          | ドコモ地図ナビ/ドコモ ドライブネット/Google Maps/ストリートビュー |

## 歴史
- 2016年2月21日（現地時間） - スペイン・バルセロナで開催された「Mobile World Congress 2016」にて、サムスン電子がグローバルモデルを発表。この時点は日本国内での販売は未定だった[7]。
- 2016年5月11日 - NTTドコモより公式発表。
- 2016年5月19日 - 発売開始。
- 2016年12月8日 - 新色「Blue Coral」を発売[8]。
- 2017年3月16日 - OSがAndroid 7.0にバージョンアップ[9]。
- 2018年8月30日 - OSがAndroid 8.0にバージョンアップ[10]。

## アップデート
2016年9月7日
- Wi-Fi利用時、使用環境により正常にインターネット接続できない不具合を改善。
- セキュリティの更新（セキュリティパッチレベルが2016年8月に）。

2017年1月5日
- ソフトウェアアップデートの更新予約設定が正常に動作しない不具合を改善。
- セキュリティの更新（セキュリティパッチレベルが2016年12月に）。

2017年3月16日
- OSバージョンアップ（マルチウィンドウの追加、アプリ利用中の手軽なメッセージへの返信、省電力機能の強化、HDR動画再生対応、Always on Displayの機能拡張）。
- セキュリティの更新（セキュリティパッチレベルが2017年3月に）。

2017年3月29日
- 「省電力モード」「緊急時長持ちモード」の設定をしている場合に、一部機能が正常に動作しない不具合を改善。

2017年7月4日
- VoLTEを利用した通話中、高音質表示が正しく表示されない不具合を改善。
- セキュリティの更新（セキュリティパッチレベルが2017年6月に）。

2017年8月10日
- より快適に利用できるように品質を改善。
- セキュリティの更新（セキュリティパッチレベルが2017年8月に）。

2017年12月25日
- 充電中に電源を入れると充電が停止する不具合を改善。
- セキュリティの更新（セキュリティパッチレベルが2017年12月に）。

2018年6月11日
- より快適に利用できるように品質を改善。
- セキュリティの更新（セキュリティパッチレベルが2018年4月に）。

2018年7月26日
- より快適に利用できるように品質を改善。

2018年8月30日
- OSバージョンアップ（ピクチャー イン ピクチャー機能、スマートなテキスト選択、ログイン情報の入力が容易に、Always On Displayの選択デザイン追加、マイファイルの機能拡張、カメラスタンプ機能追加）。
- セキュリティの更新（セキュリティパッチレベルが2018年8月に）。